# Международный аэропорт имени Бандаранаике
Международный аэропорт имени Бандаранаике (англ. Bandaranaike International Airport, синг. බණ්ඩාරනායක ජාත්‍යන්තර ගුවන්තොටුපළ, там. பண்டாரநாயக்க சர்வதேச விமான நிலையம்), (также, Международный аэропорт Коломбо, Аэропорт Коломбо—Бандаранаике, Аэропорт Кутанаяке) (ИАТА: CMB, ИКАО: VCBI) — основной международный аэропорт Шри-Ланки. Расположен в пригороде Негомбо, в 32,5 км к северу от Коломбо, неофициальной столицы страны и крупнейшего города. Назван в честь бывшего премьер-министра Соломона Бандаранаике Аэропорт управляется компанией Airport and Aviation Services (Sri Lanka) Ltd и является базовым аэропортом для SriLankan Airlines, национального перевозчика Шри-Ланки и внутреннего авиаперевозчика Cinnamon Air. Вторым аэропортом, обслуживающим город Коломбо, является аэропорт Ратмалана.

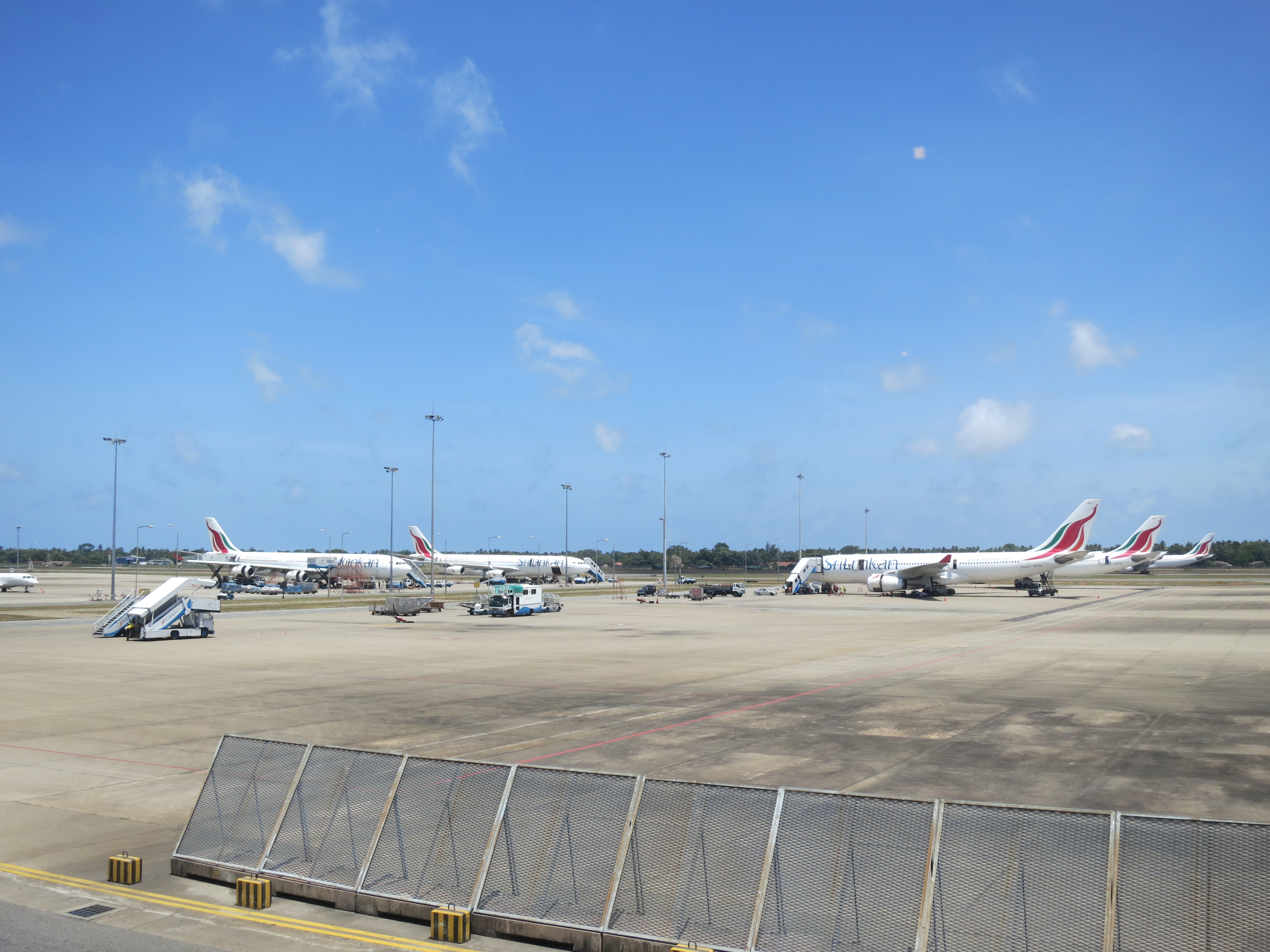
Аэропорт является главный хабом SriLankan Airlines.

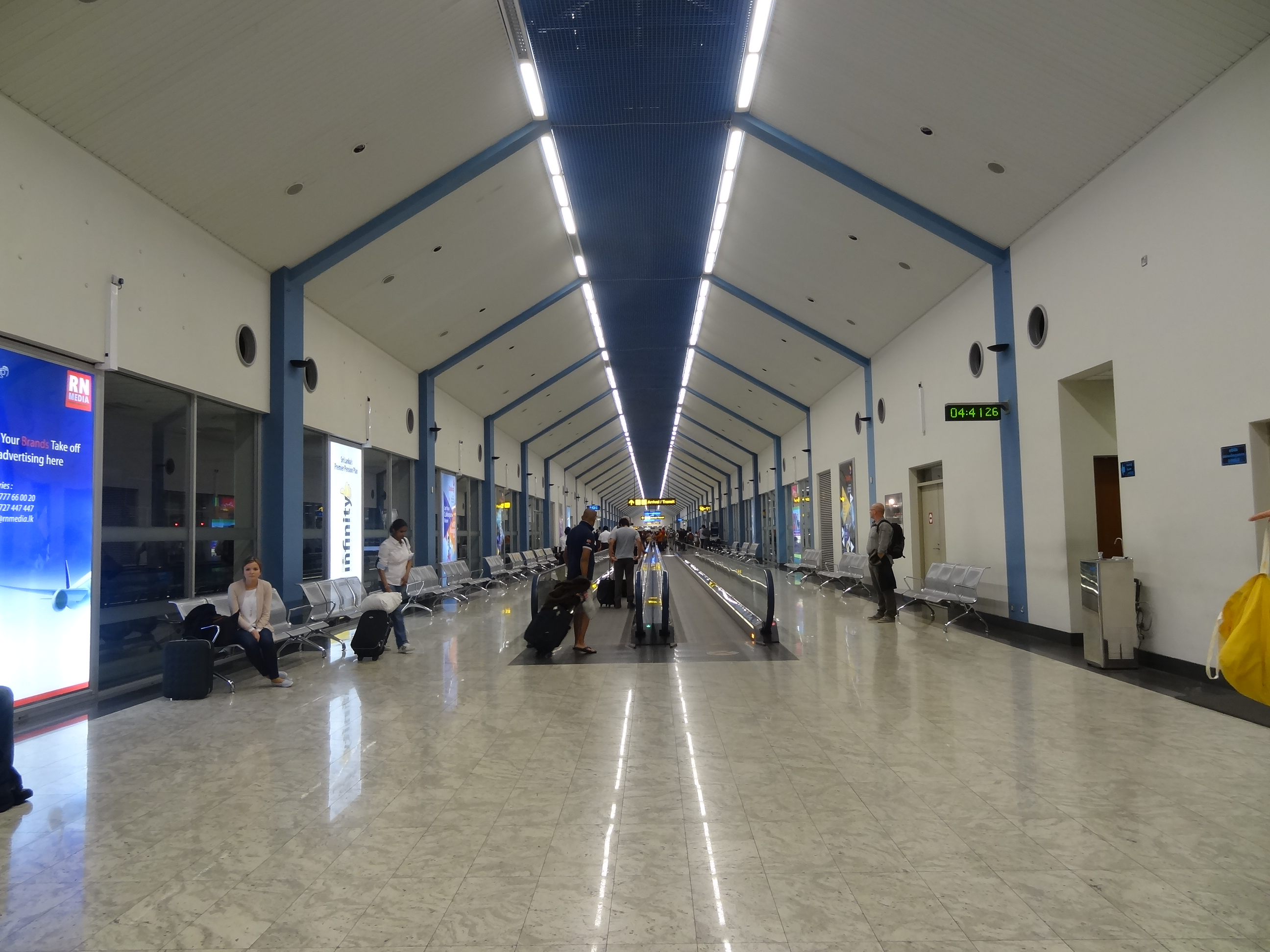
Терминал внутри.

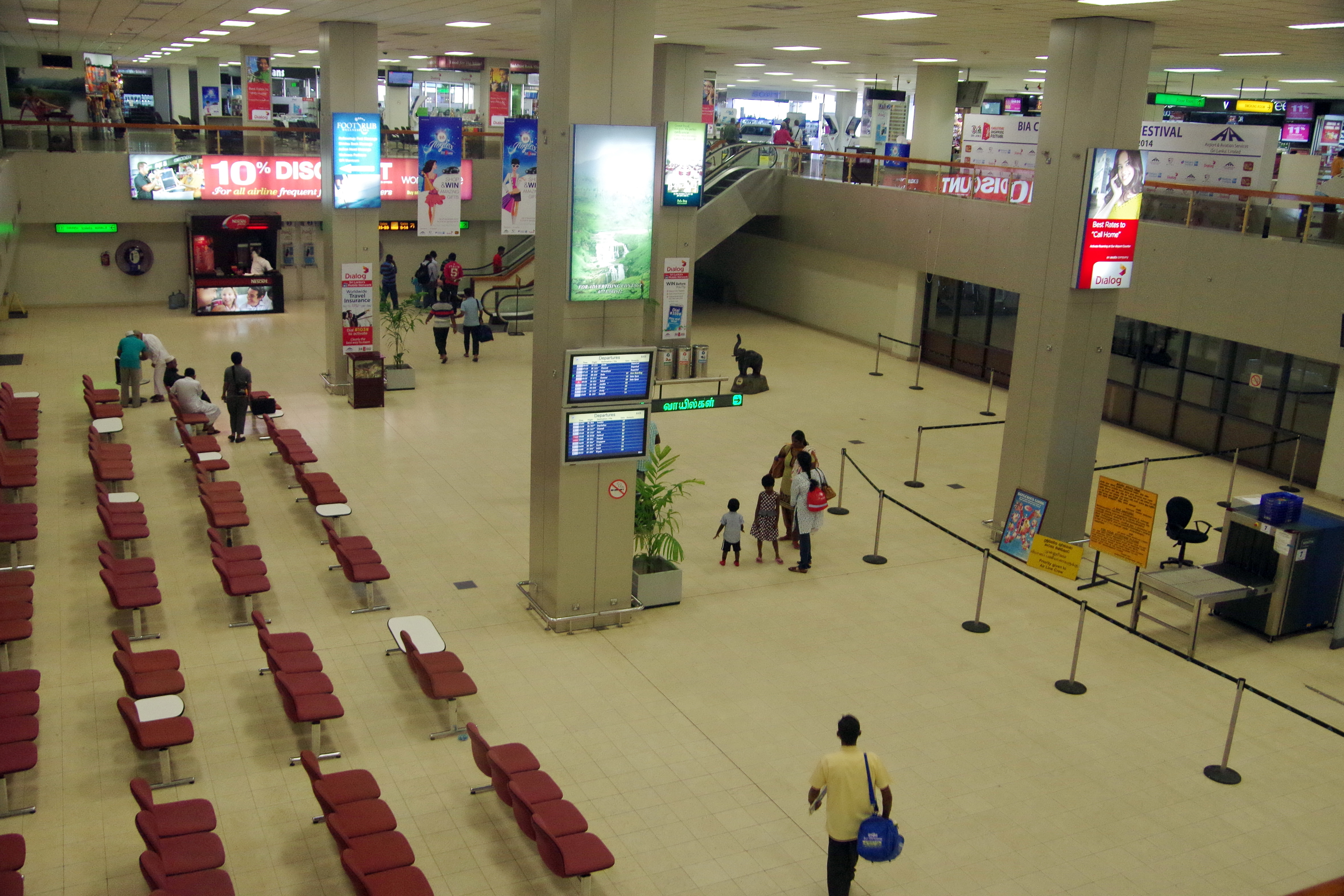
Зона отправления

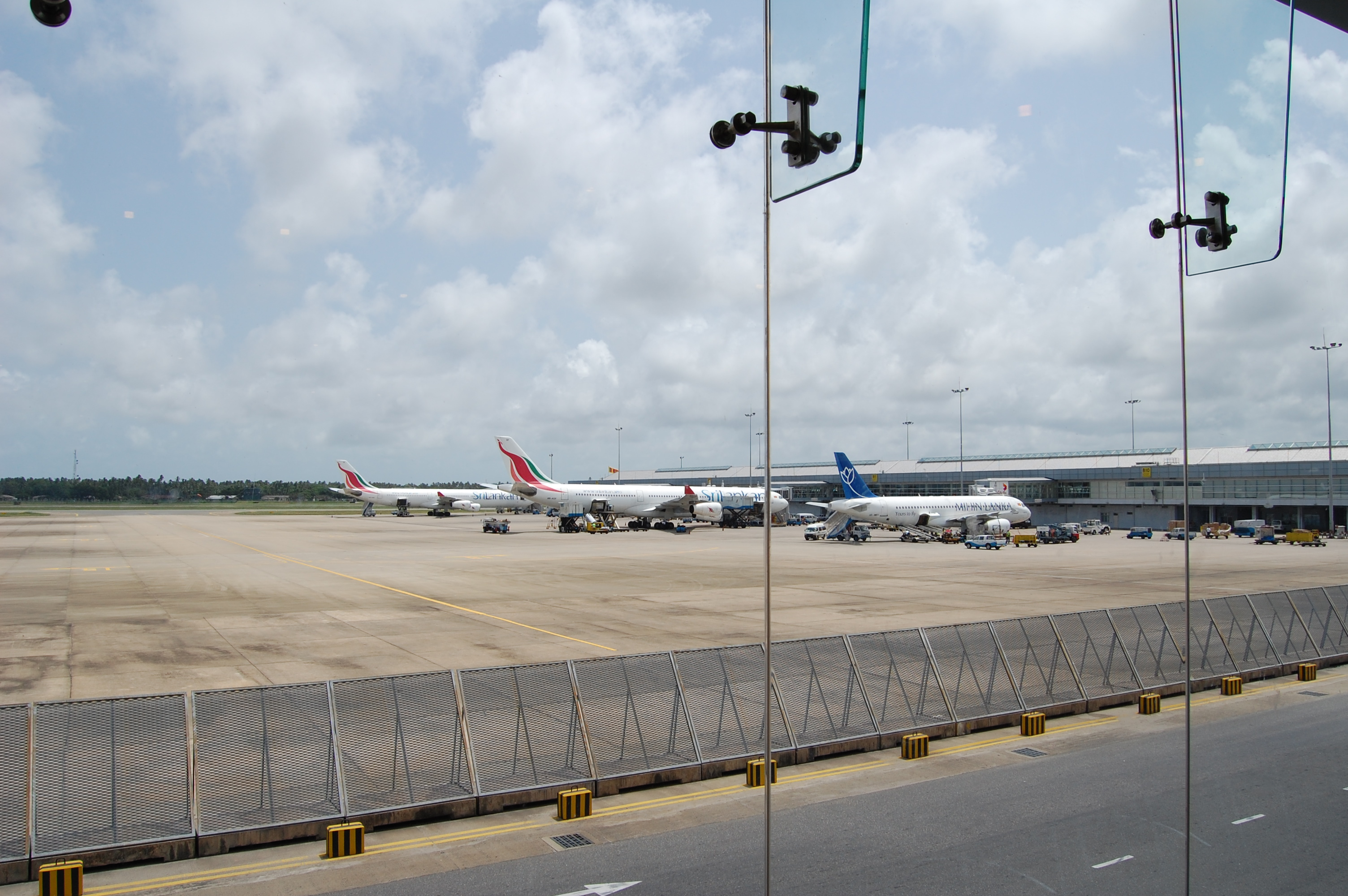
Перрон аэропорта.

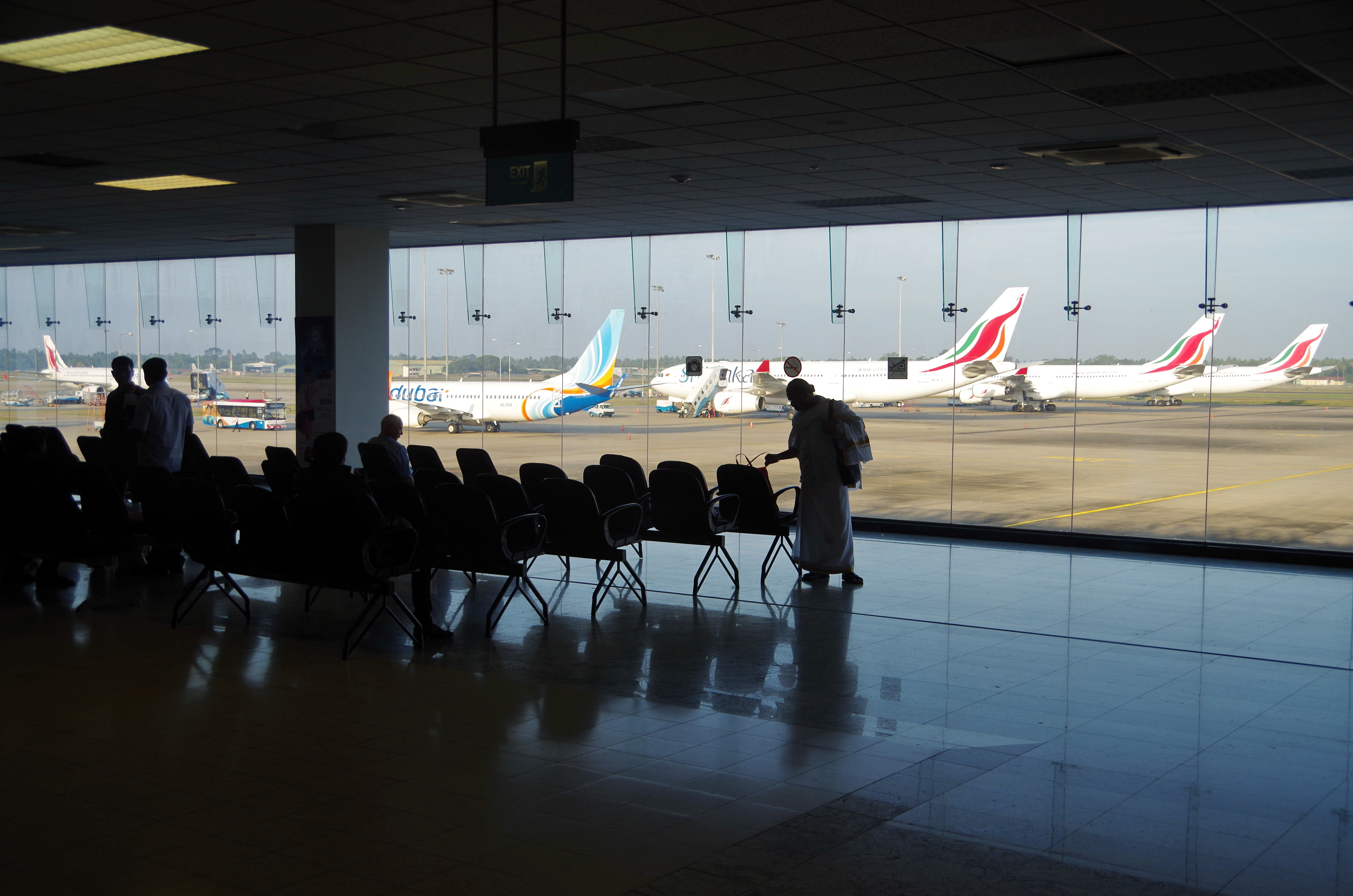
Вид на перрон из терминала.

## История
Аэропорт был создан как «авиабаза Негомбо» Королевских ВВС в 1944 году во время Второй мировой войны, в разное время на ней базировались следующие соединения:
- 45-я эскадрилья КВВС (1946–49)[3],
- 232-я эскадрилья КВВС (1945)[4],
- 249-я эскадрилья КВВС (1950)[5],
- 1303-е крыло КВВС (1945–46)[6].

В 1957 году премьер-министр Соломон Бандаранаике закрыл все британские военные аэродромы на Цейлоне, а аэродром был передан Королевским ВВС Цейлона и переименован в «Аэропорт Катунаяке»; часть его до сих пор остается военным аэродромом. В 1964 году министр связи Анил Мунесингхе с помощью Канады начал строительство нового международного аэропорта, который должен был заменить аэропорт Ратмалана. Строительство аэропорта было завершено в 1967 году, и национальный перевозчик Air Ceylon начал из него международные рейсы, используя самолет Hawker Siddeley Trident и арендованный у British Overseas Airways Corporation VC-10. Он был назван в честь бывшего премьер-министра Соломона Бандаранаике в 1970 году. Он был переименован в «международный аэропорт Катунаяке» в 1977 году, но в 1995 году ему было возвращено старое название.
7 ноября 1971 года в аэропорту приземлился первый Boeing 747. Он эксплуатировался авиакомпанией Condor, и перевозил немецких туристов из Франкфурта. В начале 1990-х положение взлетно-посадочной полосы аэропорта было смещено на север, а старая взлетно-посадочная полоса была превращена в рулежную дорожку. Начиная с 2000-х годов в аэропорту были реализованы несколько инфраструктурных решений в рамках I и II этапа расширения аэропорта. Причал с восемью телетрапами открылся в ноябре 2005 года. Новый терминал с дополнительными восемью гейтами предлагалось построить в рамках II этапа проекта реконструкции. Ожидается, что строительство нового этапа II, проекта расширения фазы II начнется в апреле 2017 года и будет завершено к 2020 году.
7 мая 2007 года правительство Шри-Ланки перевело военную авиацию с территории, прилегающей к аэропорту, на авиабазу Хингуракгода, тем самым сделав возможным дальнейшее расширение аэропорта. В рамках программы развития аэропорта в июне 2010 года было запущено пассажирское железнодорожное сообщение между аэропортом и станцией в центре Коломбо. Аэропорт используется Emirates в качестве альтернативного аварийного аэропорта для своих самолетов Airbus A380. 9 января 2012 года самолет Airbus A380-800 авиакомпании Emirates приземлился в международном аэропорту Бандаранаике. Это был первый случай в истории, когда Airbus A380 приземлился в аэропорту Шри-Ланки.
SriLankan Airlines - крупнейшая авиакомпания, работающая в аэропорту, с парком из 27 самолетов Airbus.
Ранее в аэропорту работали авиакомпании British Airways, KLM, Kuwait Airways, LTU International, Royal Jordanian Airlines, Saudia и Swissair.

## Характеристики

### Терминалы
Международный аэропорт имени Бандаранаике расположен в городке Катунаяке в 32,5 км к северу от столицы островного государства Коломбо. В настоящее время в аэропорту работают тридцать семь авиакомпаний, обслуживая более 10,79 миллионов пассажиров в год. Аэропорт имеет три пассажирских терминала. Терминал 1 — это нынешний международный терминал, построенный в 1967 году. Терминал 2 — это новый международный терминал, строительство которого, как ожидается, будет завершено в 2019 году. Терминал 3 — это новый внутренний терминал, открытый в ноябре 2012 года.
- Терминал 1 открылся в 1967 году и является старейшим и крупнейшим терминалом аэропорта. Имеет 12 гейтов. Зоны прибытия и отправления разделены по горизонтали. В настоящее время все международные рейсы используют этот терминал, пока в 2019 году не откроется Терминал 2. Терминал состоит из главного здания терминала, непосредственно соединенного с одним вестибюлем, в котором находятся все выходы на посадку. Пройдя проверку безопасности, пассажиры проходят через длинный вестибюль в форме руки с выходами 6–14. На верхнем уровне этого вестибюля есть два зала ожидания. В основной части терминала находится «Serendib Lounge» SriLankan Airlines и зал ожидания «Palm Spirit». Там же находятся магазины беспошлинной торговли, чайный магазин, кафетерий, комната для курения, комнаты отдыха и душевые.
- Терминал 2 планируется открыть в 2019 году. Планируется, что у него будет 8 выходов на посадку, зоны прилета и вылета разделены по вертикали. Новый терминал с еще восемью воротами предлагается построить в рамках II этапа проекта реконструкции. Строительство нового этапа II проекта расширения этапа II было начато в апреле 2017 года и, как ожидается, будет завершено в 2019 году. Новый пирс с восемью выходами на посадку и 14 пассажирскими трапами, а также дополнительные ворота с двумя пассажирскими трапами для посадки на аэробус. Запланировано что новый терминал сможет обслуживать Airbus A380.
- Терминал 3 открылся в ноябре 2012 года и обслуживает все внутренние рейсы. Зоны прибытия и отправления разделены по горизонтали[14].
- Грузовой терминал открылся в октябре 2009 года и обслуживает все грузовые рейсы. Его зоны прибытия и отправления разделены по горизонтали.

### Перроны
- Перрон Альфа: это самый старый существующий перрон в аэропорту. Он имеет 9 парковочных мест, в том числе 5 удаленных парковочных мест и 4 места с оборудованными телетрапами. Он может одновременно обслуживать 4 самолета Boeing 747 и 5 самолетов Airbus A330-200.
- Перрон Браво: имеет 8 парковочных мест, в том числе 4 удаленных парковочных места и 4 места, оборудованные телетрапами. Он может обслуживать любые 8 широкофюзеляжных самолетов, таких как Airbus A330, Airbus A340, Boeing 777 или Boeing 747 одновременно. 4 удаленных отсека будут преобразованы в 4 трапа для посадки на Airbus A380 в рамках проекта развития Этапа II.
- Перрон Чарли: у него 8 парковочных мест, все они в настоящее время закрыты. Он мог обслуживать любые 8 широкофюзеляжных самолетов, таких как Airbus A330, Airbus A340, Boeing 777 или Boeing 747 одновременно. Удаленные отсеки будут преобразованы в 8 трапов для посадки на Airbus A380 . Это единственный перрон, который в настоящее время может обслуживать Airbus A380-800. Он трижды использовался такими самолётами компании Emirates.
- Перрон Дельта: имеет 4 парковочных места, способных принимать узкофюзеляжные самолеты.
- Перрон Эхо: В настоящее время строится, запланировано 17 парковочных мест.

### Взлетно-посадочная полоса
Международный аэропорт Бандаранаике имеет одну взлетно-посадочную полосу с асфальтовым покрытием. Взлетная и посадочная дистанции составляют 3441 м и 3350 м соответственно. Кроме того, в план расширения аэропорта входит строительство второй взлетно-посадочной полосы, также способной принимать A380, а также рулежную дорожку к ней.

### Доступные частоты
Подход к международному аэропорту Бандаранаике — 132,4 МГц
Башня международного аэропорта Бандаранаике — 118,7 МГц

## Проекты расширения
В аэропорту идет ремонт взлетно-посадочной полосы. Будущие проекты включают в себя строительство второй взлетно-посадочной полосы для Airbus A380, еще восьми выходов на посадку, внутреннего терминала, пятиэтажной автостоянки и пятизвездочного отеля рядом с аэропортом. Строительство новых подходных каналов к аэропорту начнется в апреле 2017 года и, как ожидается, будет завершено к 2020 году.
Новое двухуровневое здание пассажирского терминала, которое разделяет зоны прибытия и отправления по вертикали, новый пирс с восемью выходами на посадку и четырнадцатью трапами для посадки пассажиров, а также специальный выход, состоящий из двух трапов для новых Airbus A380, будет включен в состав комплекса. Также должен быть построен удаленный перрон и девять дополнительных стоянок для облегчения воздушного движения. В зоне Katunayake BOI будет открыт торговый центр одежды, не облагаемый налогом, чтобы привлечь больше деловых посетителей в Шри-Ланку. Торговый центр будет примыкать к терминалу прибытия и соединяться с ним надземным мостом.
Второй этап будет включать в себя приобретение 600 га государственной земли, строительство взлетно-посадочной полосы, способной принимать самолеты нового поколения, центра ремонта и технического обслуживания самолетов, терминала прибытия и отправления, торговых рядов, торгового центра, грузового комплекса, связанного с аэропортом железной дорогой и многоэтажной автостоянки. В рамках Этапа II будет построен второй пассажирский терминал и необходимые для него инженерные сети. Также будут проведены работы по расширению аэровокзала, перрона стоянки самолетов, объектов коммунального хозяйства. Существующий терминал аэропорта будет преобразован во внутренний и региональный терминалы, когда новый комплекс будет готов. Также будет построен двухуровневый пассажирский терминал с физически разделенными зонами прибытия и вылета, как в большинстве современных аэропортов. Прямо из терминала будет обеспечен быстрый выезд на шоссе Коломбо – Катунаяке. Сам этап II планировалось завершить к 2020 году.
Проект был разделен на две части, и для их обоих были проведены тендеры.
Строительные работы по части B «Удаленный перрон и рулежные дорожки» начались в апреле 2017 года, и ожидалось, что работы будут завершены к октябрю 2019 года.
Предложения по части А-«Строительство терминала и связанные с ним работы» находятся на стадии оценки, и ожидается, что строительные работы начнутся к ноябрю 2017 года с выбором генерального подрядчика, и ожидалось, что работы по эксплуатации будут завершены к концу 2020 год.

### Этапы проекта и строительство
Второй этап проекта расширения осуществляется с помощью Японии и, как ожидается, будет завершен к 2019 году.
- Ноябрь 2007 г. - август 2014 г. — разработка этапа II.
- Новый проект, представленный в июле 2014 года, представляет собой зеленый терминал, использующий солнце с более экологичными концепциями.
- 7 сентября 2014 года по прибытии в аэропорт премьер-министр Японии запустил второй этап развития аэропорта, который финансируется правительством Японии.
- 17–2020 гг., строительство нового терминала начнется в апреле 2017 г. и будет завершено в 2019 г[17].
- Строительство этапа II было возобновлено 18 ноября 2020 г[18].
- Заявлено что работы будут завершены в 2024 году.

## Пассажиропоток
Данные из запроса в Викиданные.

## Наземный транспорт

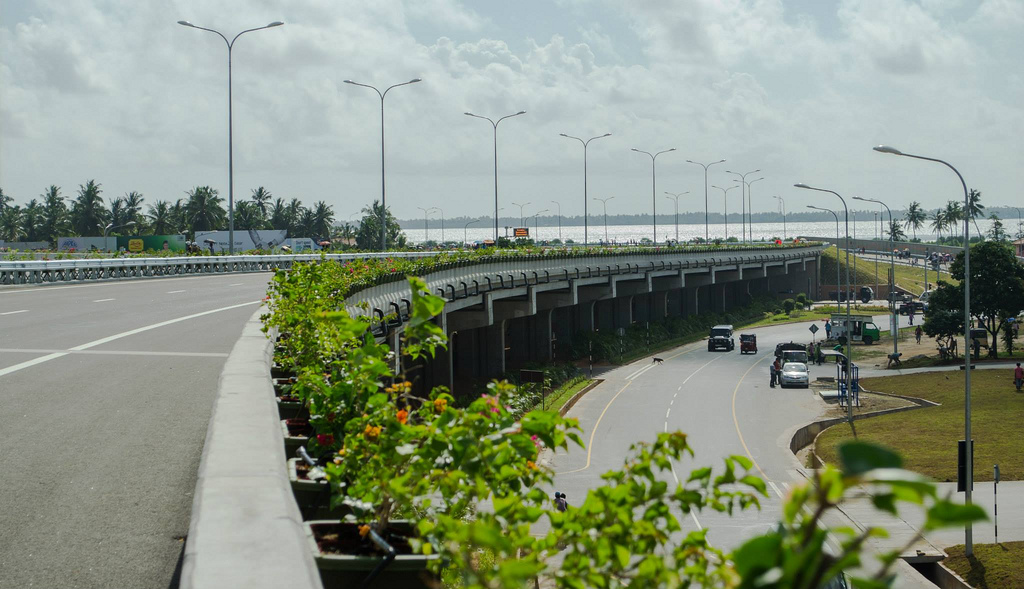
Скоростная автомагистраль Коломбо-Катунаяке.

### Автобусный
Автобус курсирует каждые 15 минут от терминала до Коломбо по скоростной автомагистрали E03 Коломбо — Катунаяке, время в пути около 30 минут.

### Автомобильный
Скоростная автомагистраль Коломбо — Катунаяке — это новая высокоскоростная дорога, соединяющая аэропорт с городом Коломбо, время в пути составляет около 20 минут и всего несколько минут до города Негомбо. Служба такси в аэропорту имеет стойку в зале прибытия с парком из более чем 600 автомобилей. Эта дорога связана с прибрежными городами, такими как Галле и Матара, время в пути до Матары составляет 2-2,15 часа.

### Железнодорожный
Предлагается система высокоскоростной железной дороги, соединяющая Негомбо с Коломбо через аэропорт с помощью электрифицированного высокоскоростного железнодорожного сообщения с фортом Коломбо, где она соединится со строящейся системой ЛРТ Коломбо. В настоящее время железная дорога Путталам - Форт Коломбо активно использует несколько поездов с дизельным двигателем. Пассажиры могут сесть на поезд с железнодорожного вокзала Катунаяке.

### Морской
Cinnamon Air выполняет регулярные рейсы на гидросамолете из Седува-Дадугам-Ойя рядом с аэропортом на самолетах DHC-6-100.

## Авиабаза Катунаяке
В 1956 году с уходом Королевских ВВС Великобритании с авиабазы Негомбо Королевские ВВС Цейлона заняли авиабазу и переименовали ее в авиабазу Катунаяке. Со строительством международного аэропорта Бандаранаике большая часть авиабазы была передана аэропорту. Однако ВВС Шри-Ланки остались и расширили свой аэродром. В настоящее время это крупнейшая база ВВС в стране и аэродром для нескольких летных эскадрилий, а также наземных частей. Госпиталь ВВС также находится на территории авиабазы.
В марте 2001 г., к 50-летию ВВС Шри-Ланки, аэродрому был вручен Президентский флаг.

### Соединения, базировавшиеся на авиабазе
| - 2-я тяжелая транспортная эскадрилья - 5-я истребительная эскадрилья - 10-я истребительная эскадрилья - 26-й авиаполк - 43-е парадное авиакрыло - 48-е авиакрыло - Авиационное инженерное крыло - Общее инженерное крыло - Крыло восстановления и капитального ремонта механического транспорта - Крыло электроники и телекоммуникаций - Крыло гражданского строительства - Механическое и электротехническое крыло - Крыло обслуживания радаров | - Крыло авиаремонта - 1-я радиолокационная эскадрилья ПВО - 1-я база снабжения и ремонта - Склад авиационных запчастей - Госпиталь ВВС - Стоматологическая больница ВВС - Отдел снабжения и учета оборудования - Группа ВВС - 3-е крыло досуга и отдыха - Крыло исследований и разработок - Пожарная школа и пожарная эскадрилья - Крыло восстановления и капитального ремонта вооружения - Крыло строительной техники |

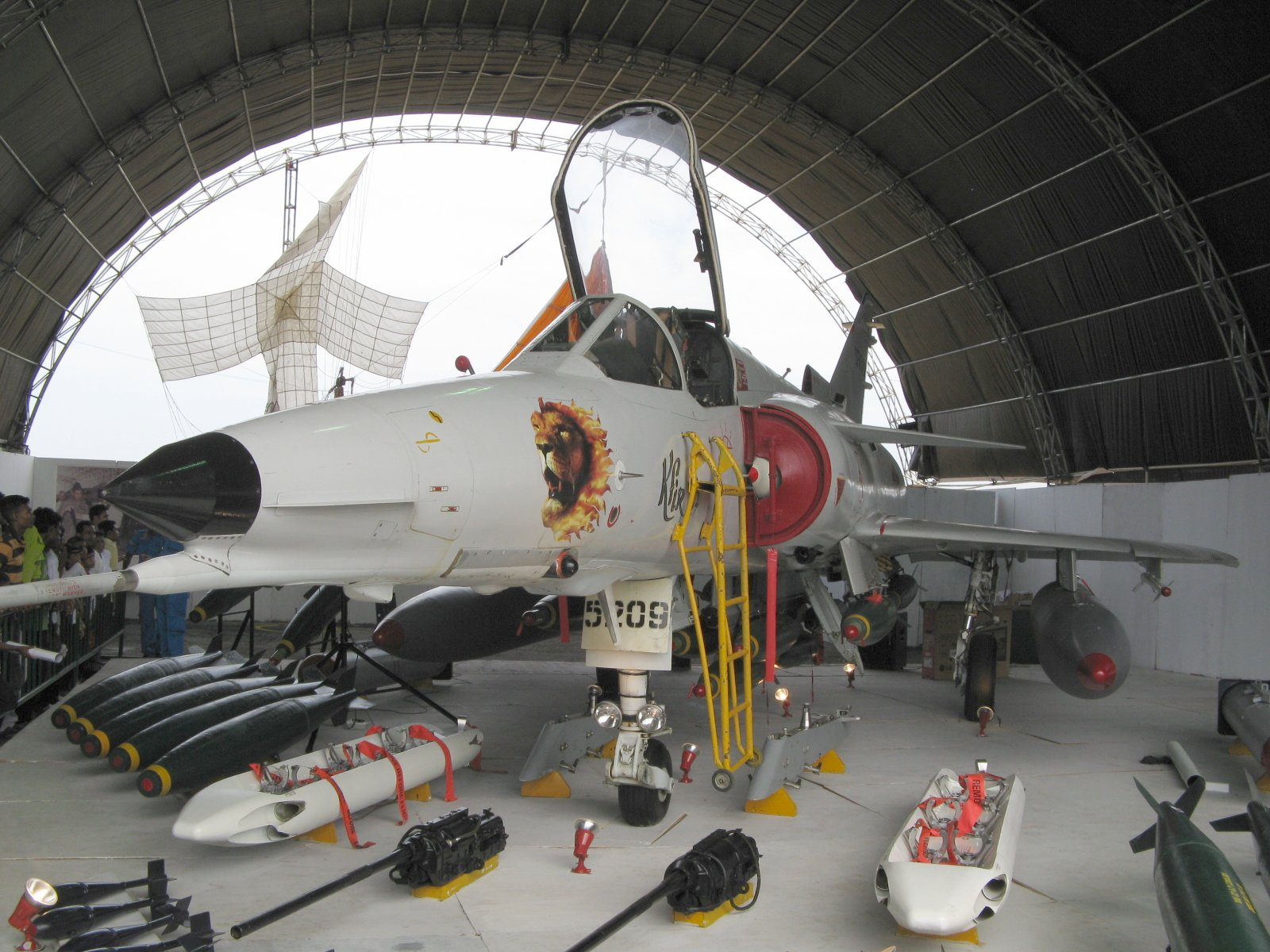
Истребитель-бомбардировщик Kfir C2 10-й боевой эскадрильи
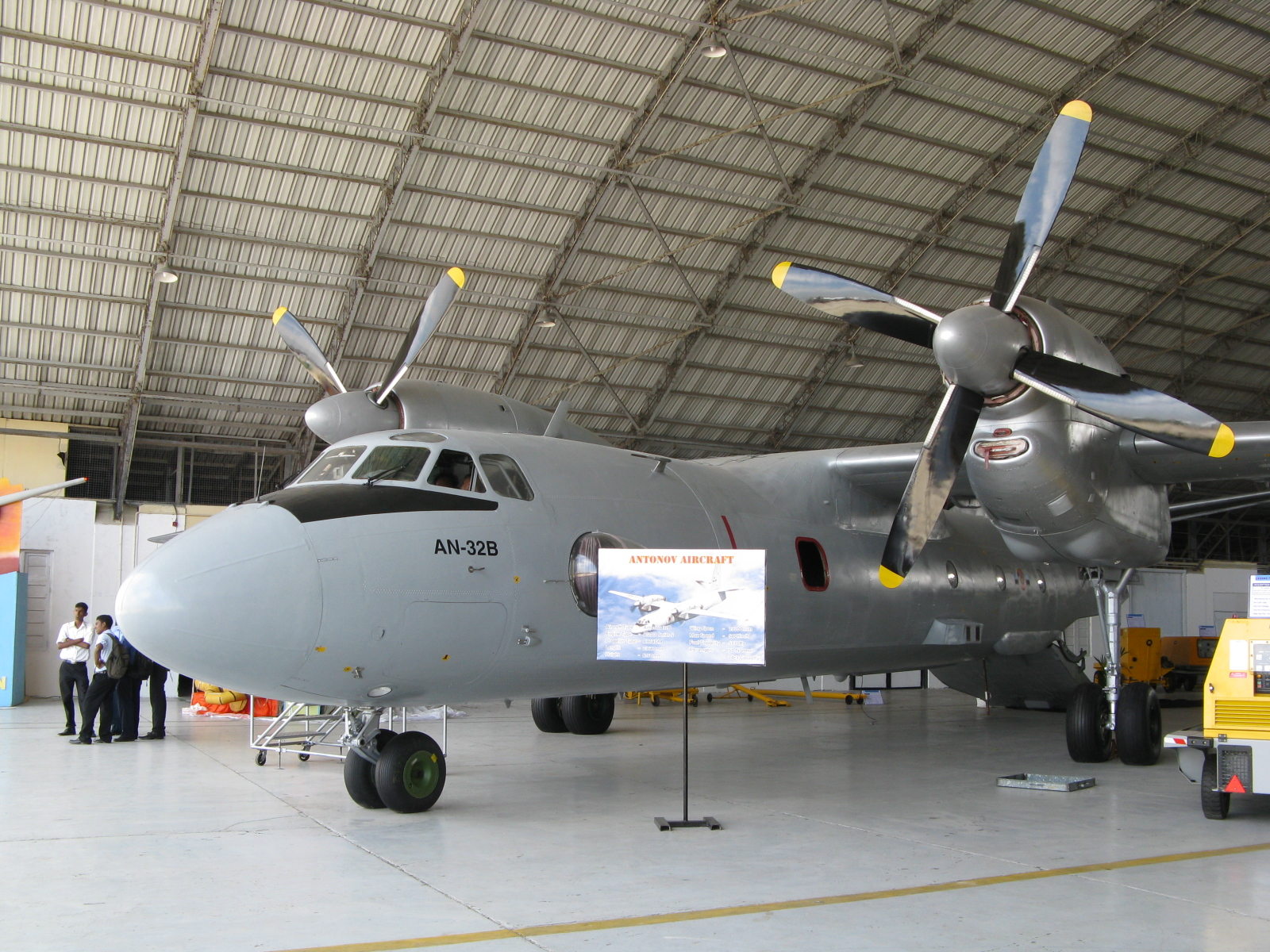
Транспортный самолёт Ан-32Б 2-й тяжелой транспортной эскадрильи
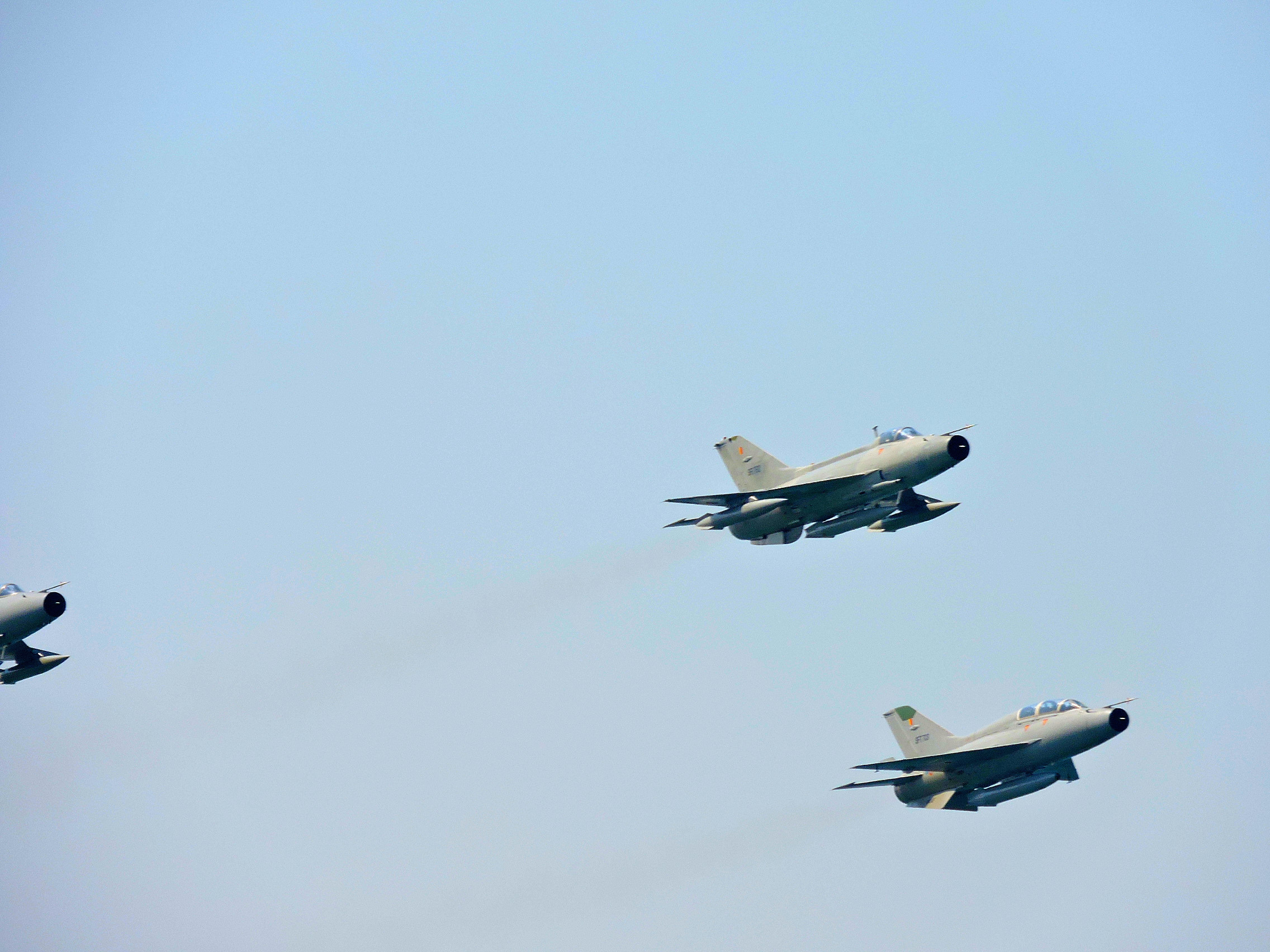
Chengdu F-7 5-й истребительной эскадрильи, во время празднования 70-летия независимости страны
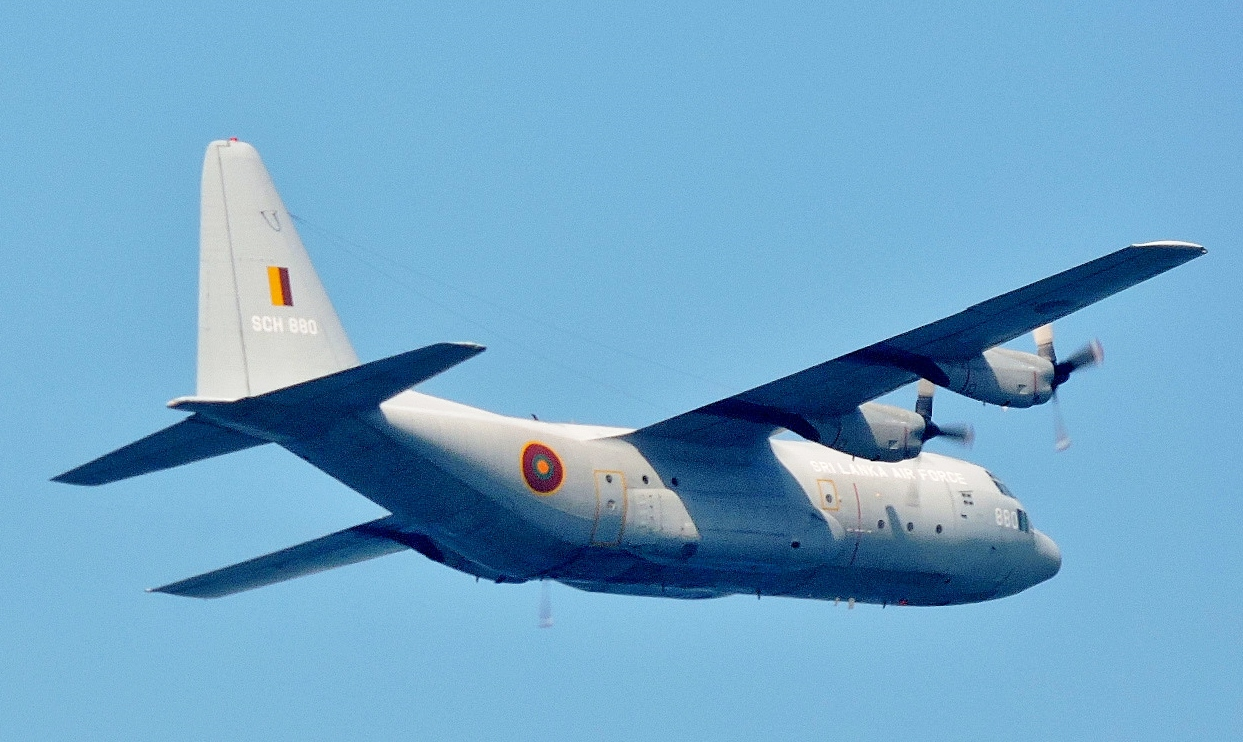
Транспортный самолёт Lockheed C-130 Hercules 2-й тяжелой транспортной эскадрильи.

## Авиакатастрофы и происшествия
- 4 декабря 1974 года рейс 138 авиакомпании Martinair, на Douglas DC-8, врезался в гору во время захода на посадку. Все 191 пассажир и экипаж на борту погибли[37].
- 15 ноября 1978 года рейс 001 Icelandic Airlines, самолет Douglas DC-8, выполнявший чартерный хадж-рейс Garuda Indonesia, упал на кокосовую плантацию при подлете к аэропорту, для дозаправки. 184 из 264 человек, находившихся на борту, погибли.
- 3 мая 1986 г. В ходе операции, проведенной Тиграми освобождения Тамил Илама, был взорван самолет рейса 512 Air Lanka, следовавший в Мале на Мальдивах.. (ныне SriLankan Airlines) Lockheed L-1011 TriStar 100, во время посадки пассажиров. 14 пассажиров погибли, самолет был списан[38].
- 24 марта 2000 г. самолёт Ан-12БК грузового перевозчика Sky Cabs разбился из-за нехватки топлива. Он врезался в два дома, в результате чего погибли четыре человека на земле и шесть из восьми членов экипажа на борту[38].
- 24 июля 2001 г. Нападение на аэропорт Бандаранаике. 14 членов отряда смертников ТОТИ «Черный тигр» проникли на авиабазу Катунаяке и уничтожили восемь военных самолетов на взлетно-посадочной полосе. Двигаясь к гражданскому аэропорту, они уничтожили два самолета Airbus и повредили еще три. Семь правительственных служащих были убиты[38].
- 4 февраля 2004 г. Грузовой самолет Ил-18Д, эксплуатируемый Phoenix Aviation и зафрахтованный шри-ланкийской грузовой компанией Expo Aviation, приземлился в Коломбо рейсом из Дубая. Второй пилот неправильно установил высотомер, и шасси коснулись поверхности моря в 10,7 км от взлетно-посадочной полосы. Приземление на живот было выполнено в 50 м справа от взлетно-посадочной полосы.
- 8 сентября 2005 г.  Когда Boeing 747 авиакомпании Saudia вырулил перед взлетом из Коломбо в Джидду, авиадиспетчеры получили анонимный телефонный звонок о возможной бомбе в самолете. Экипаж был проинформирован об этом звонке и решил провести экстренную эвакуацию. В результате эвакуации пострадали 62 человека из 442, находившихся на борту. Один из пассажиров скончался в результате травм, полученных при эвакуации, 17 пассажиров были госпитализированы. При обыске самолета взрывное устройство обнаружено не было[39].
- 25 марта 2007 г. В 00:45 «Тамильские тигры» бомбили базу ВВС Шри-Ланки, примыкающую к международному аэропорту. Трое военнослужащих ВВС были убиты и 16 ранены, когда легкий самолет сбросил две бомбы, хотя ни один самолет не был поврежден. Пассажиров, уже находившихся в самолете, высадили и отвели в убежище, в то время как другим, пытавшимся добраться до аэропорта, отказали, а подъездные пути были закрыты. Аэропорт был временно закрыт после инцидента, но нормальные полеты возобновились в 03:30[40].
- 21 апреля 2019 г. - В аэропорту была обнаружена бомба, которая предназначалась для терактов на Пасху, но была быстро обезврежена ВВС Шри-Ланки[41].